# Vicente Poggi
Vicente Poggi, né le 11 juillet 2002 à Montevideo en Uruguay, est un footballeur uruguayen qui évolue au poste de milieu défensif au Godoy Cruz.

## Biographie

### En club
Né à Montevideo en Uruguay, Vicente Poggi est formé par l'un des clubs de la capitale uruguayenne, le Defensor SC. Il joue son premier match en professionnel le 20 septembre 2020, lors d'un match de championnat contre le Club Deportivo Maldonado. Il entre en jeu et son équipe s'impose par quatre buts à deux.
Poggi inscrit son premier but en professionnel le 18 janvier 2021, lors d'un match de championnat face aux Montevideo Wanderers. Titulaire, il ouvre le score mais les deux équipes finissent par se neutraliser (1-1 score final).
Le 7 mai 2021 Vicente Poggi rejoint le Mexique afin de s'engager en faveur du Club Necaxa,.
Il joue son premier match sous ses nouvelles couleurs le 24 juillet 2021 face au Santos Laguna, en championnat. Il est titularisé et son équipe s'incline par trois buts à zéro.
Poggi est prêté à l'Atlético Morelia à partir du mois de janvier 2022, le transfert est annoncé dès le 30 décembre 2021.
Le 7 février 2024, Vicente Poggi prend la direction de l'Argentine en signant en faveur du Godoy Cruz sous la forme d'un prêt jusqu'à la fin de l'année.

### En sélection
Vicente Poggi représente notamment l'équipe d'Uruguay des moins de 17 ans. Avec cette sélection il participe au Championnat de la CONMEBOL des moins de 17 ans en 2019. Lors de ce tournoi organisé au Pérou, il joue huit matchs dont sept comme titulaire.

## Vie privée
Vicente Poggi cite son compatriote Lucas Torreira comme l'un de ses modèles et il affirme que le championnat qui le fait le plus rêver et la Premier League.